# 中華基督教會基覺小學
中華基督教會基覺小學（英語：C.C.C. Kei Kok Primary School），為一所香港已關閉的津貼小學，於1961年以「中華基督教會全完第三小學」之名創立，至2009年因收生不足而被「殺校」。

## 歷史
此校前身為「中華基督教會全完第三小學」，更前身為全完學校的分校，於1961年10月17日在大窩口徙置區第14座（原稱為K座）地下創立，上、下午校各設18班。於創校翌年，此校連同第二分校正式自立，成為三間獨立的政府津貼小學。
由於大窩口邨於1970年代尾開始重建，當中此校所在的第14座需於1982年拆卸。因此，全完第三小學自1980年3月起，逐步遷入沙田沙角邨的新建校舍，並按照地名更名為「基覺小學」。自1996年起，此校上、下午校合併，並實行全日制，直至停辦為止。
2000年後適齡學童人口減少，區內已有九所學校相繼結束，2006年學校因小一收生不足，被教育統籌局勒令停招小一。此校於2009年正式停辦，結束其48年的歷史；而最後一屆小四、小五學生，則需轉至區內另一間小學繼續就讀。

## 歷任校長

### 上午校
- 葉雅量先生（1961年-？，創校校長）[9]（2001年逝世）
- 陸君傑先生（約1970年代）（後轉任下午校校長；2009年逝世）[10]
- 楊潤林先生（？-1977年[11]）（原下午校校長）
- 薛錦葵先生（1977年-1979年；後轉任同系基順學校特殊部及念慈中學校長）[12]
- 程長澍先生（1979年-1981年）（後轉任同系元朗真光小學及基蔭小學校長）
- 張國強先生[13]（1981年[14]-1995年）（原同系基英小學校長；1993年起兼任下午校校長）
- 梁中丞先生（1995年-1996年）（原同系大澳小學校長；兼任下午校校長）

### 下午校
- 周日如先生（1961年-1963年，創校校長）（後轉任同系基英小學上午校，及基理小學上午校校長[9]）
- 鄭紹彬先生（1963年-1964年）（後轉任同系全完第一小學校長）
- 楊寶正先生（1964年-？）[15]
- 馮壽松先生[9]（2018年逝世[16]）
- 楊潤林先生（1967年-約1970年代[17]）（後轉任上午校校長）
- 陸君傑先生（？-1977年）（原上午校校長）
- 葉天景先生（1977年-1981年）[12]（由同系基恆小學調升，再調往基正小學）
- 盧光輝先生[18]（1981年-1991年）（2020年逝世）
- 麥進陽先生（1991年-1993年）（原同系基蔭小學末任校長，後出任同系何福堂小學校長）
- 張國強先生（1993年-1995年，兼任上午校校長，下同）
- 梁中丞先生（1995年-1996年，末任下午校校長）

### 全日
- 梁中丞先生（1996年-1998年）（全日制首任校長）
- 梁勝棋先生（1998年-2002年[19]）（原同系基順學校主流部校長，後出任同系何福堂小學，及基真小學校長）
- 顧小燕女士（2002年-2006年）
- 黃靜雯女士（2006年-2009年）（結校後先後出任基慈小學、基真小學及基灣小學（愛蝶灣）校長）

## 校舍

### 大窩口邨校舍
此校早期的校舍位於大窩口邨第14座（原K座）地下，而操場則位於大廈天井位置。
隨著全完第三小學於1980年遷入沙田，原有校舍隨即騰空，而校舍所在的第14座亦於兩年後拆卸。原址連同周邊的舊廈已於1988-89年完成重建，現為同一屋邨的富平樓及富靜樓。

### 沙角邨校舍
此校位於沙角邨的第二代校舍，為一所後期型設計的「火柴盒」小學，不計地下設有6層，設有24間課室及少量特別室，自1980年遷入起沿用至結校為止，並曾於2002-05年間加建新翼。
隨著基覺小學於2009年停辦，其第二代校舍曾丟空一段時間，直至2011年分配予毗鄰的佛教覺光法師中學作校舍新翼，並提供空間予香港學界體育聯會、香港學界舞蹈協會及香港學校音樂及朗誦協會作辦事處之用。

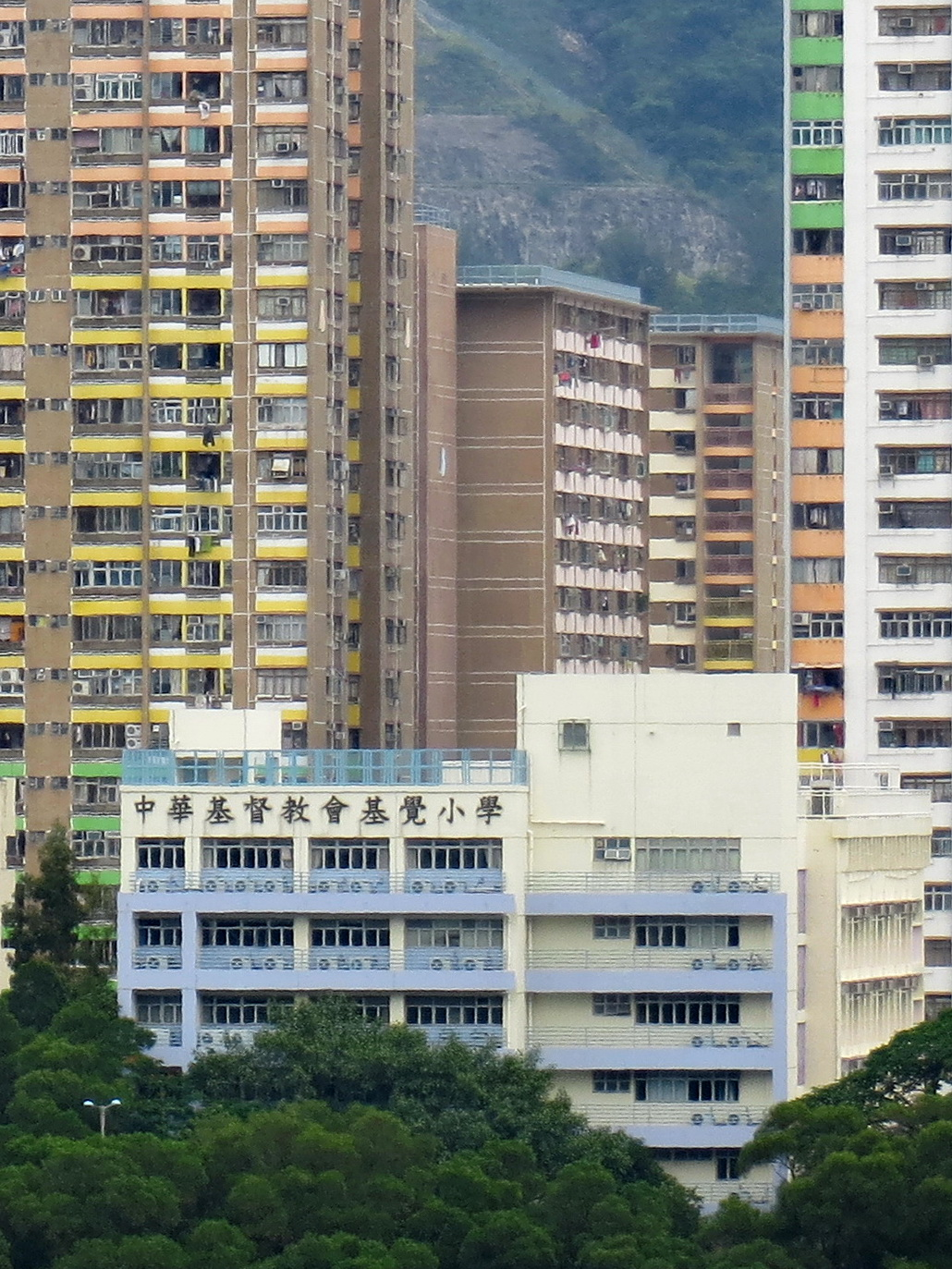
空置的原基覺小學第二代校舍，當時校名尚未摘除（2012年）

## 著名/傑出校友
- 范永聰（1985年上午校畢業）：香港浸會大學歷史系一級講師[22]
- 黃嘉威（1993年上午校畢業）：香港男演員[23]
- 楊茜堯（1993年下午校畢業）：前無綫電視女藝人[24]
- 楊卓娜（1992年下午校畢業）：無綫電視女藝人[25]

## 註解
1. ↑  遷校前，此校舊址仍屬荃灣區。
2. ↑  2008/09年度數字[1]

## 外部連結
- 中華基督教會基覺小學官方網頁（存檔）